# Cabre-Nunatak
Der Cabre-Nunatak (spanisch Nunatak Cabre) ist ein Nunatak an der Oskar-II.-Küste des Grahamlands auf der Antarktischen Halbinsel. Er ragt unmittelbar neben dem Lagos-Nunatak auf der Jason-Halbinsel auf.
Argentinische Wissenschaftler benannten ihn. Der weitere Benennungshintergrund ist nicht hinterlegt.